# Marija Pisareva
Marija Gerasimovna Pisareva-Grigalka (rusko Мария Герасимовна Писарева-Григалка), ruska atletinja, * 9. april 1934, Moskva, Sovjetska zveza, † 11. december 2023.
Nastopila je na poletnih olimpijskih igrah leta 1956, kjer je osvojila naslov olimpijske podprvakinje v skoku v višino. 